# عرب الرشايدة
عَرب الرّشايدة هي قرية فلسطينيّة من قرى الضّفة الغربيّةتقعُ إلى الجنوب الشّرقي من محافظة بيت لحم على بُعد 18.7 كم منها. وقعَت تحت الاحتلال الإسرائيليّ في حرب عام 1967 ولكنّها اليوم تابعة للسلطة الوطنيّة الفلسطينيّة. يرجعُ تاريخ إنشاء القرية إلى عام 1983 ميلاديّ.

## سبب التسمية
تم تسمية القرية بهذا الاسم نسبة إلى الرشايدة أو آل رشيد وهي قبيلة عربية تنتشر في عدة مناطق في الوطن العربي، تضم القرية أيضا تجمعين آخريين هما الرواعين والعزازمة.

## الجغرافيا
يحد القرية من الشرق أراضي كيسان، ومستوطنة عاموس من الشمال، ومن الغرب أراضي بلدة سعير في محافظة الخليل، وأراضي بلدة بني نعيم في الخليل من الجنوب. وتبلغ مساحة قرية عرب الرشايدة حوالي 47.841 دونم، منها 47.005 دونم هي أراض قابلة للزراعة و 483 دونم أراض سكنيا. 
تقع القرية على ارتفاع 512 مترًا فوق سطح البحر، ويبلغ المعدل السّنوي للأمطار فيها حوالي 246 ملم، يصل معدل درجات الحرارة فيها إلى 19.2 درجة مئوية، وتبلغ معدلات الرطوبة النسبيّة فيها حوالي 58 بالمئة.

## التاريخ
في أعقاب النكبة عام 1948، وبعد اتفاقيات الهدنة عام 1949، أصبحت الرشايدة تحت الحكم الأردني. منذ حرب الأيام الستة عام 1967، أصبحت القرية تحت الاحتلال الإسرائيلي. بعد اتفاقيات عام 1995، تم تصنيف 5.7% من أراضي الرشايدة كمنطقة أ، و1.1% كمنطقة ب، و10.2% كمنطقة ج، في حين تم تصنيف 83% المتبقية كـمحمية طبيعية.

## الأماكن الدينة والأثرية
يوجد في القرية مسجدان، هما مسجد هارون الرشيد، ومسجد خالد بن الوليد. ومن الأماكن السياحة الأثرية الموجودة في القرية هي منطقة العريشة التي تطل على البحر الميت، وهي منطقة يمكن استغلالها سياحيًا.

## السكان
يعود أصل سكان القرية إلى نفس المنطقة، ووفقًا إلى التعداد العام للسكان والمساكن الذي نفذه الجهاز المركزي للإحصاء الفلسطيني في عام 2007، بلغ عدد سكان قرية عرب الرشايدة 1453 نسمة، منهم 750 نسمة من الذكور و703 نسمة من الإناث، ويبلغ عدد الأسر 224 أسرة، وعدد الوحدات السكنية 291 وحدةبلغ تعدادها السكاني 2.225 نسمة في عام 2021.

### العائلات
- البصابصة
- الصناع
- القرينات
- الجريات
- الرويلات
- السعيدات
- المغارفة
- الجويفيين
- السواركة

## الاقتصاد
من أهم القطاعات الاقتصادية التي يعما بها سكان عرب الرشايدة هو قطاع الزراعة، حيث يعمل 60 % من القوى العاملة في القرية. وبحسب ما أظهرت نتائج المسح الميداني لتوزيع الأيدي العاملة، حسب النشاط الاقتصادي في قرية عرب الرشايدة، أن سوق العمل في الداخل المحتل يشكل 38 %من الأيدي العاملة في القرية، وقطاع الموظفين يشكل 2 %من الأيدي العاملة.

## المؤسسات والخدمات
يوجد مجلس قروي في القرية تم تأسيسه عام 1996، من قبل السبطة الوطنية الفلسطينية.  لا يوجد في القرية مرافق صحية، ماعدا وجود عيادة طبيب عام متنقلة تابعة للحكومة، ولا يوجد في القرية سيارة إسعاف.  يتوجه المرضى للعلاج في المرافق الصحية الموجودة في بلدة تقوع، في جمعية تقوع الخيرية، ومجمع تقوع الطبي،  ومستوصف تقوع الحكومي، حيث أنها تبعد عنهم مسافة 8 كم. لا يوجد في القرية أية جمعيات، لجان، مراكز، أندية رياضية أو ثقافية.